# Lovci myšlenek
Lovci myšlenek (v anglickém originále Mindhunters) je americký kriminální film z roku 2004. Režisérem filmu je Renny Harlin. Hlavní role ve filmu ztvárnili LL Cool J, Jonny Lee Miller, Kathryn Morris, Patricia Velásquez a Clifton Collins, Jr.

## Obsazení
| LL Cool J            | Gabe Jensen   |
| Jonny Lee Miller     | Lucas Harper  |
| Kathryn Morris       | Sara Moore    |
| Patricia Velásquez   | Nicole Willis |
| Clifton Collins, Jr. | Vince Sherman |
| Eion Bailey          | Bobby Whitman |
| Will Kemp            | Rafe Perry    |
| Val Kilmer           | Jake Harris   |
| Christian Slater     | J.D. Reston   |